# Favars
Favars is een gemeente in het Franse departement Corrèze (regio Nouvelle-Aquitaine). De plaats maakt deel uit van het arrondissement Tulle. Favars telde op 1 januari 2022 1.121 inwoners.

## Geografie
De oppervlakte van Favars bedroeg op 1 januari 2022 11,88 vierkante kilometer; de bevolkingsdichtheid was toen 94,4 inwoners per km².
De onderstaande kaart toont de ligging van Favars met de belangrijkste infrastructuur en aangrenzende gemeenten.

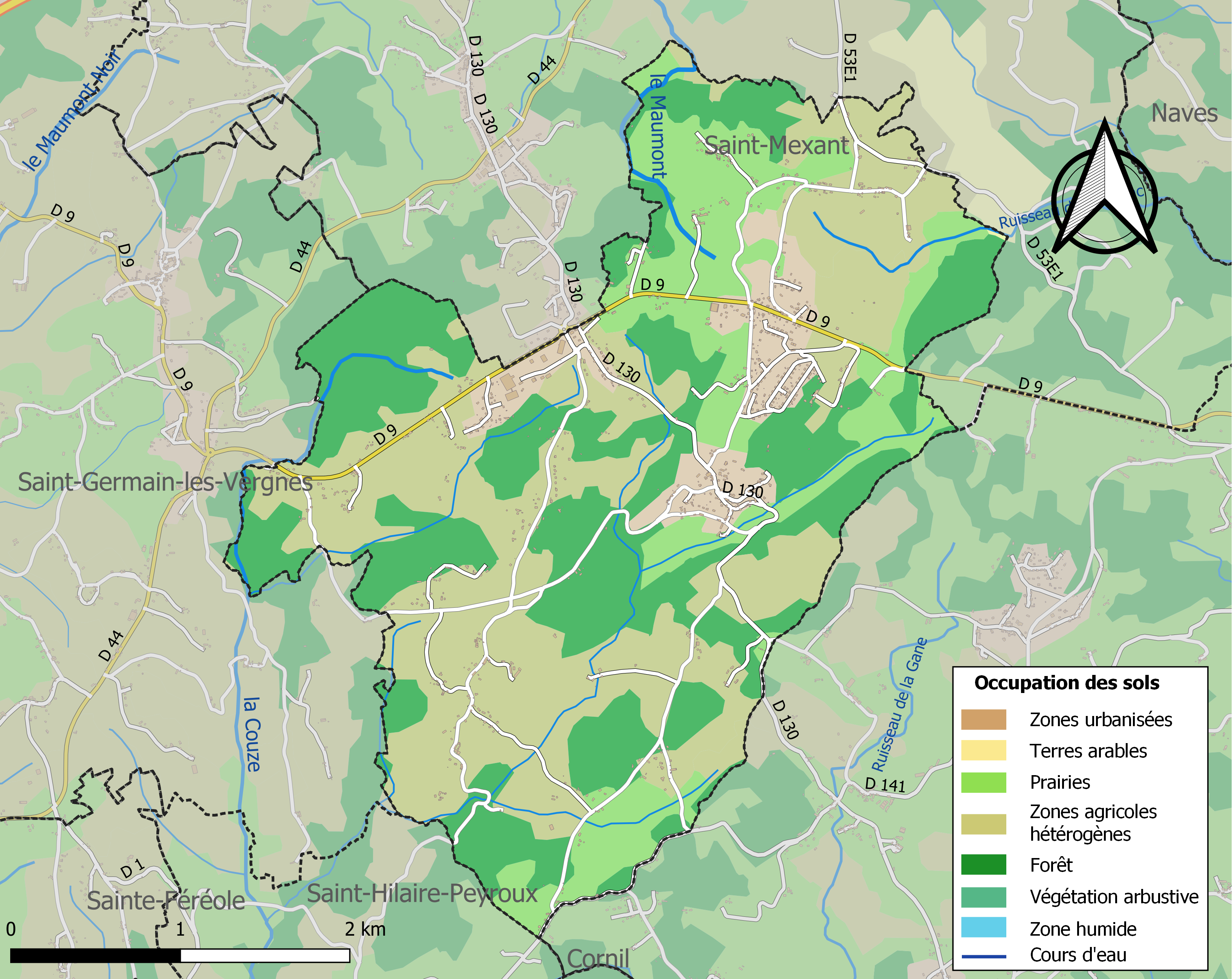

## Demografie
Onderstaande figuur toont het verloop van het inwonertal (bron: INSEE-tellingen).